# Tyler Butterfield
Tyler Barbour Butterfield (Hamilton, 12 de febrero de 1983) es un deportista bermudeño que compitió en triatlón. Ganó una medalla de oro en el Campeonato Panamericano de Triatlón de 2012.

## Palmarés internacional
| Campeonato Panamericano | Campeonato Panamericano | Campeonato Panamericano | Campeonato Panamericano |
| Año                     | Lugar                   | Medalla                 | Prueba                  |
| ----------------------- | ----------------------- | ----------------------- | ----------------------- |
| 2012                    | La Paz (Argentina)      | Medalla de oro          | Individual              |